# Tornar a casa (pel·lícula de 1978)
Tornar a casa (títol original: Coming home) és una pel·lícula estatunidenca dirigida per Hal Ashby, estrenada el 1978. Ha estat doblada al català.

## Argument
El marit de Sally marxa a la guerra del Vietnam. Per ser útil, decideix comprometre's com a voluntària a l'hospital dels veterans. Hi troba el seu amor d'institut, Luke, que ha quedat paraplègic. Es tornen a enamorar mentre el marit és a la guerra. Sally s'allunya a poc a poc de l'amor que tenia pel seu marit, però que passarà quan aquest tornarà del Vietnam?

## Repartiment
- Jane Fonda: Sally Hyde
- Jon Voight: Luke Martin
- Bruce Dern: Capità Bob Hyde
- Penelope Milford: Vi Munson
- Robert Carradine: Bill Munson
- Robert Ginty: Sergent Dink Mobley
- Mary Gregory: Martha Vickery
- Kathleen Miller: Kathy Delise
- Beeson Carroll: Capità Earl Delise
- Willie Tyler: Virgil
- Louis Carello: Bozo
- Charles Cyphers: Pee Wee
- Olivia Cole: Corrine
- Tresa Hughes: Infermera Degroot
- Bruce French: Dr. Lincoln
- Mary Jackson: Fleta Wilson
- Tim Pelt: Jason
- Richard Lawson: Pat
- Rita Taggart: Johnson
- Claudie Watson: Bridges
- Sally Frei: Connie
- Pat Corley: Harris
- David Clennon: Tim

## Premis i nominacions
Aquesta pel·lícula ha obtingut tres Oscars en 1978 :
- Oscar al millor actor: Jon Voight
- Oscar a la millor actriu: Jane Fonda
- Oscar al millor guió original

## Nominacions
Va ser igualment nominat en les categories següents :
- Oscar al millor actor secundari: Bruce Dern
- Oscar a la millor actriu secundària: Penelope Milford
- Oscar al millor director: Hal Ashby
- Oscar al millor muntatge
- Oscar a la millor pel·lícula

La pel·lícula va ser també nominada per la Palma d'Or al Festival de Canes 1978
- Jon Voight hi ha rebut el Premi d'interpretació masculina

## Al voltant de la pel·lícula
Coming Home va ser una de les primeres obres cinematogràfiques americanes a abordar el problema dels traumatismes patits per militars americans compromesos en la guerra del Vietnam. Hal Ashby s'ha associat per la realització d'aquesta pel·lícula amb Jane Fonda, a la vegada actriu i productora i molt compromesa públicament contra aquesta guerra. Coautor, amb l'operador Haskell Wexler, d'un documental consagrat a aquest assumpte (Introduction to the Ennemy), Jane Fonda participarà igualment en el guió. Va llançar la moda de les pel·lícules sobre la guerra del Vietnam, serà seguida de Viatge a l'extrem de l'infern, Apocalypse Now, Full Metal Jacket i Platoon que tindran més èxit.